# Фацинець Артур Миколайович
Арту́р Микола́йович Фацине́ць — солдат Збройних Сил України, учасник російсько-української війни.

## Життєпис
Народився в м. Володимирі на Волині в сім'ї військовослужбовців.
Солдат, проходив військову службу за контрактом в 14-ї ОМБр.
26 лютого 2022 року загинув в боях з агресором на Житомирщині в ході відбиття російського вторгнення в Україну.
Залишилися мати, чотири сестри і братик.

## Нагороди
- орден «За мужність» III ступеня (2022, посмертно) — за особисту мужність і самовіддані дії, виявлені у захисті державного суверенітету та територіальної цілісності України, вірність військовій присязі.